# Cuando Almanzor perdió el tambor
Cuando Almanzor perdió el tambor es una película española de comedia estrenada el 24 de septiembre de 1984 dirigida por Luis María Delgado y protagonizada en los papeles principales por Antonio Ozores, Rafaela Aparicio, Quique Camoiras, Vicente Parra y Luis Varela, Carmen Carrión, entre otros.
El título de la película hace referencia a la leyenda de la derrota de Almanzor en la Batalla de Calatañazor.

## Sinopsis
A principios del siglo XI Almanzor era el azote de los ejércitos cristianos. Todos los reinos tenían que pagarle impuestos. Almanzor exige a los reyes cristianos un tributo de doce vírgenes. Al no hallarlas deciden enviarle doce chicas de un burdel de lujo como si fueran doncellas de la nobleza. Las chicas parten de Córdoba escoltadas por un oficial cristiano y dos presidiarios con el objetivo de matar a Almanzor.

## Reparto
- Antonio Ozores como Almanzor.
- Rafaela Aparicio como Tata.
- Quique Camoiras como Conde Menendo.
- Vicente Parra como	Sancho Parra.
- Luis Varela como Ordoño.
- Rafael Castejón como Don García.
- Alfonso del Real como Jordi Núñez de Maracona.
- Juanito Navarro como Arzobispo.
- Florinda Chico como Doña Violante.
- Azucena Hernández como Berenguela.
- Marta Valverde como Blanca.
- Ricardo Merino como Fabrique.
- José Cerro como Nuño.
- Blaki como	Verdugo.
- Paco Racionero como Árabe de harén.
- Alfonso Delgado como Guardia personal de Almanzor.
- Fabián Conde como	Preso.
- Luis Barbero
- Antonio Medina
- Emilio Fornet
- Silvia Gambino
- Francisco Camoiras
- Nieves Romero
- Carmen Carrión